# Народна Шевченківська премія

Символ Народної Шевченківської премії — статуетка «Залізний Мамай»

Народна Шевченківська премія (Залізний Мамай) — літературно-мистецька премія України, що претендує бути альтернативною до Національної премії України імені Тараса Шевченка.
Метою громадської ініціативи «Народна Шевченківська премія», яка стартувала 6 лютого 2007 року, було привернення суспільної уваги до Шевченківської премії започаткуванням народного голосування (проголосувати міг кожен, хто бажав, зареєструвавшись на сайті https://web.archive.org/web/20170127120224/http://taras.co.ua/) за номінантів, які вийшли у третій тур Національної премії України імені Тараса Шевченка, яку звинувачували у непрозорості вибору як номінантів, так і переможців, кулуарному обговоренні, таємному голосуванні членів Комітету та незнання лауреатів і їх творчості більшістю українців.
У ЗМІ було широко розповсюджено патріотичні заяви: «Наші діди-прадіди називали його Мамаєм» на користь саме такого (народного) вибору «героїв нашої нації і землі, а не їхнього клану і території»  [Архівовано 18 березня 2012 у Wayback Machine.].
Символ Народної Шевченківської премії — кована статуетка Залізного Мамая — стародавнього Воїна-Кобзаря, постать якого є знаковою в українському героїчному епосі.
Вручення нагороди традиційно відбувалося біля пам'ятника Тарасові Шевченку в Києві, навпроти Київського національного університету імені Тараса Шевченка, куди привітати своїх лауреатів прийшли всі, хто вболівав за їх перемогу.
Грошового еквівалента Народна Шевченківська премія не має, лауреати одержують лише художньо ковані фігурки Залізного Мамая.

## Лауреати премії
Народний вибір рідко збігався із вибором офіційного державного Шевченківського комітету.
- 2007 — поет із Польщі Остап Лапський, музиканти гурту «Кому вниз», художник Іван Остафійчук та театральна вистава «Про мишей та людей»,
- 2008 — поет Ігор Павлюк, у галузі мистецтва — Мирослав Откович і Тарас Откович, у галузі театру — вистава «Берестечко» Олександра Дзекуна та у галузі музики — Олег Скрипка,
- 2009 — прозаїк Михайло Андрусяк, художник Кость Лавро та засновник Київської дитячої Академії мистецтв Михайло Чембержі.

- 2019 — автор двотомного видання «Село» Микола Тимошик; народний артист України, бандурист, лідер гурту «Хорея Козацька» Тарас Компаніченко; заслужений діяч мистецтв України, художниця Марина Соченко[1].
- 2020 — композитор Олександр Яковчук; поет Василь Рябий; кінорежисер Дмитро Ломачук[2].